# Biga (alimento)

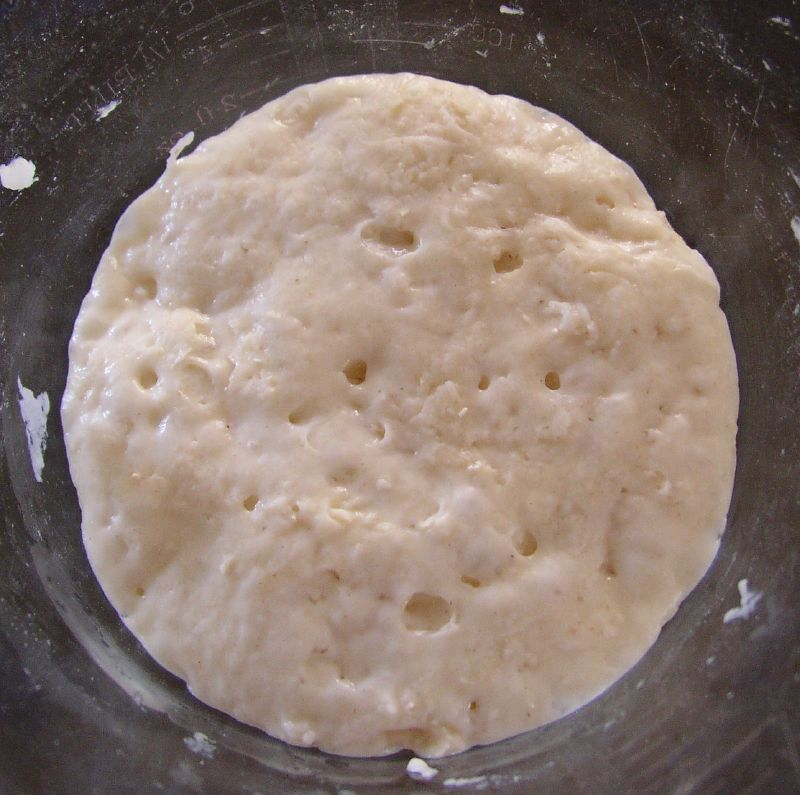
Biga per la preparazione della focaccia barese

Nella panificazione con metodo indiretto, la biga è un impasto ottenuto miscelando acqua, farina e lievito in proporzioni tali che esso risulti piuttosto asciutto (circa 450 g di acqua per 1 kg di farina e 10 g di lievito di birra fresco). Nel linguaggio tecnico dei panificatori artigiani è nota anche come "lievito" o "lievitino".

## Ingredienti e preparazione
Richiede l'impiego di farine forti ed equilibrate, con W maggiore di 300 e P/L (rapporto resistenza/elasticità) variabile tra 0,5 e 0,6, tempi brevi di miscelazione, temperatura finale non superiore a 21 °C e un periodo di fermentazione variabile da dieci a quarantotto ore a temperature sui 16/18 °C, per bighe fino a 24 ore, o 4 °C nella prima fase e 18 °C nelle ultime 24 ore, per bighe fino a 48 ore. A seconda del tipo di pane che si intende preparare, si aggiungono quindi gli altri ingredienti. Dopo un'ulteriore lievitazione, l'impasto finale viene tagliato, formato e lasciato ancora lievitare prima della cottura.